# Émilie Wambote
Émilie Wambote, née le 28 juin 1997, est une tumbleuse française.
Elle est médaillée de bronze aux Championnats du monde de Tumbling 2017 à Sofia avec Lauriane Lamperim, Léa Callon et Marie Deloge. Le quatuor français est aussi médaillé de bronze aux Championnats d'Europe de Tumbling 2016 et aux Championnats d'Europe de Tumbling 2018.
Avec Léa Callon, Marie Deloge et Isma Laanaya, elle remporte la médaille de bronze en tumbling par équipe aux Championnats du monde de Tumbling 2019 à Tokyo.
Elle est sacrée championne du monde de tumbling par équipes aux Championnats du monde de trampoline 2021 à Bakou avec Lucie Tumoine, Candy Brière-Vetillard et Maëlle Dumitru-Marin ; il s'agit d'une première pour le tumbling français depuis 1996.
Elle est ensuite sacrée championne d'Europe 2022 par équipes à Rimini.
Elle est médaillée de bronze en tumbling par équipes avec Candy Brière-Vetillard, Maëlle Dumitru-Marin et Manon Morançais aux Championnats du monde 2022 à Sofia.
Elle est médaillée d'argent en tumbling par équipes avec Candy Brière-Vetillard, Manon Morançais et Maëlle Dumitru-Marin aux Championnats d'Europe 2024 à Guimarães.